# 安戈拉 (明尼蘇達州)
安戈拉（英語：Angora）是位於美國明尼蘇達州聖路易斯縣安戈拉鎮區的一個非建制地區。

## 歷史
安戈拉的郵局自1903年營運至今。此地得名自土耳其首都安卡拉。該地曾是服務鐵路沿綫乘容的地區，1920年時有63人，1940年則有75人。

## 地理
安戈拉所處的海拔為高於海平面412米（即1352英呎），而該地所採用的時區為UTC-6，即北美中部時區（CST）。同時該地設有夏令時間，為UTC-6調快一小時，即UTC-5（CDT）。